# Krupac (Bela Palanka)
Pour les articles homonymes, voir Krupac.
Krupac (en serbe cyrillique : Крупац) est un village de Serbie situé dans la municipalité de Bela Palanka, district de Pirot. Au recensement de 2011, il comptait 65 habitants.
Krupac est situé à proximité de la route européenne E80.

## Démographie
| 1948 | 1953 | 1961 | 1971 | 1981 | 1991 | 2002 | 2011 |
| ---- | ---- | ---- | ---- | ---- | ---- | ---- | ---- |
| 450  | 416  | 303  | 215  | 186  | 139  | 144  | 65   |

|  |